# Spirobolus holosericus
Spirobolus holosericus är en mångfotingart som beskrevs av Voges 1878. Spirobolus holosericus ingår i släktet Spirobolus och familjen Spirobolidae. Inga underarter finns listade i Catalogue of Life.